# Стратего

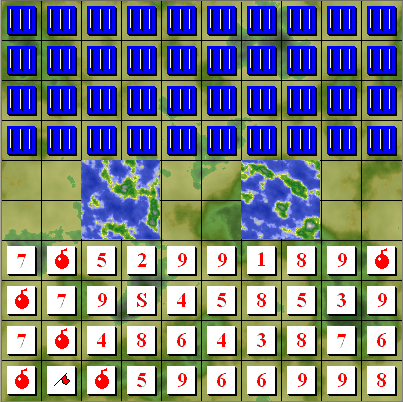
Компьютерный вариант игры

«Страте́го» (англ. Stratego) — настольная военно-стратегическая игра для двоих, проходящая на клетчатом поле с участием 40 закрытых фигур с каждой стороны. Игрокам известны только собственные фигуры; вид каждой вражеской фигуры выявляется во время её атаки. Цель заключается в обнаружении и захвате уникальной фигуры противника — флага.

## Поле
Игровое поле имеет размер 10×10 клеток. Две квадратные области размером 2×2 клетки недоступны для передвижения фигур («озёра»). Озёра находятся на пересечении 5-го и 6-го рядов с вертикалями 3, 4 и 7, 8.

## Фигуры
Соперники играют фигурами разного цвета (обычно в изданиях «Стратего» встречается красный и синий цвет). Фигуры представляют собой вертикальные фишки одинаковой формы, с указанием вида на внутренней, обращённой к своему игроку, стороне. На внешней стороне изображена одинаковая «рубашка».
В игре можно двигать фигуры, которым соответствуют солдаты и офицеры различного ранга (звания). В российском издании ранг обозначен числом 1—10; чем больше значение, тем выше ранг.
| Ранг | Кол-во | Название               | Специальные возможности                                                                        |
| ---- | ------ | ---------------------- | ---------------------------------------------------------------------------------------------- |
| 0    | 1      | Знамя (flag)           | Неподвижно. Тот, кто потерял знамя, проигрывает партию                                         |
| 1    | 1      | Шпион (spy)            | Своим ходом снимает фельдмаршала                                                               |
| 2    | 8      | Разведчик (scout)      | Ходит на любое расстояние по правилам ладьи                                                    |
| 3    | 5      | Сапёр (miner)          | Обезвреживает мины                                                                             |
| 4    | 4      | Сержант (sergeant)     |                                                                                                |
| 5    | 4      | Лейтенант (lieutenant) |                                                                                                |
| 6    | 4      | Капитан (captain)      |                                                                                                |
| 7    | 3      | Майор (major)          |                                                                                                |
| 8    | 2      | Полковник (colonel)    |                                                                                                |
| 9    | 1      | Генерал (general)      |                                                                                                |
| 10   | 1      | Фельдмаршал (marshal)  |                                                                                                |
| 11   | 6      | Мина (bomb)            | Неподвижна. Обезвреживается только сапёром, любая другая фигура подрывается (мина не исчезает) |
|      | 40     | Всего                  |                                                                                                |

## Правила

### Расстановка
Игроки в произвольном порядке расставляют фигуры на первых четырёх рядах своей стороны поля, обращая их «рубашкой» к сопернику. Расстановка в значительной мере влияет на прохождение и результат игры.

### Ходы
Игроки поочерёдно перемещают одну из своих подвижных фигур на клетку вперёд, назад, влево или вправо; первый ход делают «красные».
Ход возможен только на свободную клетку или с атакой фигуры соперника. Запрещено перемещение фигуры между двумя клетками более трёх последовательных ходов.
Разведчик, в отличие от других фигур, может проходить любое число свободных клеток наподобие шахматной ладьи; проход через озёра запрещён.

### Атака
При атаке происходит сравнение вовлечённых фигур. За исключением случая «шпион—фельдмаршал», фигура с меньшим рангом проигрывает и снимается с поля. Если атакующая фигура сильнее, она встаёт на место обороняющейся. Если обороняющаяся фигура сильнее, она остаётся на месте. При равенстве рангов убираются обе фигуры.
Шпион, в отличие от других фигур, может атаковать и победить фельдмаршала. При атаке со стороны фельдмаршала шпион погибает.
При атаке мины фигура погибает и снимается с поля; мина остаётся на месте. Сапёр, в отличие от других фигур, обезвреживает мину и становится на её место.
Сведения о потерях открыты для обоих игроков.
Флаг терпит поражение при атаке любой фигурой, даже шпионом.

### Исход
Игрок становится победителем при захвате вражеского флага, а также при отсутствии ходов у соперника (подвижные фигуры истреблены или заблокированы своими же неподвижными фигурами).

## История игры

### Происхождение
Игра восходит к китайской народной игре «Джунгли», в которой есть ранжированные фигуры и даже поле с двумя озёрами. Но, в отличие от «Стратего», «Джунгли» — игра открытая, с фиксированной расстановкой фигур.
Исследователь из Голландии Фред Хорн однозначно установил, что никакого отношения к «Джунглям» Стратего не имеет, а является пиратской копией игры «Атака», завезенной в Голландию английскими войсками в конце Второй мировой войны.
В другой китайской игре «Лучжаньци», как и в «Стратего», фигуры закрыты, целью является захват флага, который может находиться в одном из двух штабов. Но какая из двух игр появилась ранее, неизвестно.

### Издания в СССР
В СССР выпускались клоны игры «Стратего» (например, на тему Бородинского сражения Отечественной войны 1812 года под названием «Сражение»).

### Российское издание

Коробка «Стратего Original», российская локализация

Российское локализованное издание игры «Стратего Original» выпускалось фирмой «Звезда» (артикул № 8646), по лицензии голландской компании Jumbo.
В издании «Звезды» сохранено наполеоновское оформление Jumbo. Дизайн фишек значительно упрощён: вместо пластмассовых полуцилиндров используются круглые подставки для картонных фигур. Отсутствует картонная ширма, используемая при расстановке фигур.